# Gabriele Pedullà
Gabriele Pedullà (Roma, 8 luglio 1972) è un critico letterario, critico cinematografico e saggista italiano.
È figlio di Walter Pedullà.

## Biografia
Nato a Roma, si è laureato in letteratura italiana con Giulio Ferroni presso l’Università “La Sapienza”, dopo aver studiato per un anno presso l’École des Hautes Études en Sciences Sociales di Parigi, dove ha seguito le lezioni di Gérard Genette, Jacques Derrida, Jacques Le Goff, Pierre Vidal-Naquet e soprattutto di Nicole Loraux (di cui negli anni successivi ha curato l'edizione italiana di un libro). Nel 2002 ha conseguito un dottorato di ricerca in Letteratura italiana presso la “Statale” di Milano con Michele Mari come relatore.
Dopo aver insegnato per alcuni anni, dal 2002, presso l’Università di Teramo, dal 2009 è professore di Letteratura italiana presso l’Università di Roma Tre, dove ha tenuto anche corsi di Letteratura italiana contemporanea, Storia della critica letteraria e Letterature comparate. È stato visiting professor a Stanford (2010), UCLA (2014), École Normale Supérieure di Lione (2017), Princeton (2018) e Berkeley (2023), e borsista presso Villa I Tatti – The Harvard Center for Renaissance Studies in Florence (2007), la Italian Academy for Advanced Studies in America della Columbia University (2018) e l’Institute for Advanced Study di Princeton (2019 e 2022).
È autore di numerosi saggi di critica letteraria, in particolare riguardanti Beppe Fenoglio e la letteratura della Resistenza, Federico De Roberto e Niccolò Machiavelli. Si è occupato anche di critica cinematografica, scrivendo per alcuni anni su Filmcritica e dando alle stampe una monografia sul regista francese Claude Sautet e un volume sulla storia della sala cinematografica e sui modi in cui è cambiata la fruizione degli audiovisivi grazie al diffondersi degli individual media come videoregistratori, telefonini, laptop. Con Sergio Luzzato, tra il 2010 e il 2012, ha curato per Einaudi l'Atlante della Letteratura Italiana. Dirige l'edizione commentata delle opere di Cesare Pavese nei tascabili Garzanti. Negli ultimi anni ha sempre più indirizzato le sue ricerche anche verso la storia del pensiero politico italiano ed europeo e, con una serie di antologie precedute da lunghe introduzioni, ai rapporti tra intellettuali e politica nell'Italia Unita. Per la sua attività di studioso ha ricevuto diversi premi tra cui il Premio Marino Moretti Opera Prima, il Premio Santa Marinella, Il Premio Bergamo Giovani Critici e il Premio Tagliacozzo. 
Ha esordito nella narrativa nel 2009 con la raccolta di racconti Lo spagnolo senza sforzo (vincitrice del Premio Verga, del Premio Frontino, del Premio Mondello Opera Prima, del Premio Cutro e del Premio Rhegium Julii per l'Opera Prima) e nel 2017 ha pubblicato il suo primo romanzo Lame (vincitore del Premio Martoglio e del Premio Carlo Levi). Nel 2020 ha ricevuto il Super Premio Flaiano per la narrativa per la raccolta di racconti dal titolo Biscotti della fortuna (pubblicato da Einaudi come i due precedenti).
Redattore per alcuni anni del bimestrale Il Caffè illustrato diretto dal padre Walter, ha collaborato dal 2001 al 2009 con il supplemento letterario de il manifesto "Alias" e, dal 2009, scrive per Il Sole 24 Ore. Più occasionalmente, alcuni suoi articoli e saggi brevi appaiono anche su L'Espresso.
È l'ideatore e il curatore della Festa della Resistenza del Comune di Roma organizzata dalla casa editrice Electa (23-24-25 aprile 2023), alla quale in tre giorni hanno preso parte più di 13.000 persone.

## Opere

### Romanzi
- Lame, Collana Supercoralli, Torino, Einaudi, 2017, ISBN 978-88-06-23330-3.

### Raccolte di racconti
- Lo spagnolo senza sforzo, Collana L'Arcipelago n.148, Torino, Einaudi, 2009, ISBN 978-88-06-19624-0.
- Biscotti della fortuna, Collana L'Arcipelago, Torino, Einaudi, 2020, ISBN 978-88-062-4394-4.
- Certe sere Pablo, Collana Supercoralli, Torino, Einaudi, 2024, ISBN 978-88-062-5374-5.

### Saggi
- La strada più lunga. Sulle tracce di Beppe Fenoglio, Collana Saggi, Roma, Donzelli, 2001, ISBN 978-88-798-9611-5.
- Atlante della letteratura italiana, 3 voll., curatela con Sergio Luzzatto, Torino, Einaudi, 2010-2012, ISBN 978-88-06-18525-1.
- Machiavelli in tumulto. Conquista, cittadinanza e conflitto nei «Discorsi sopra la prima deca di Tito Livio», Roma, Bulzoni, 2012, ISBN 978-88-7870-647-7. [ed. inglese ampliata: Machiavelli in Tumult. The Discourses on Livy and the Origins of Political Conflictualism, Cambridge-New York, Cambridge University Press, 2018 ISBN 978-11-071-7727-7]
- Nadia Urbinati-G. Pedullà, Democrazia afascista, Collana Scintille, Milano, Feltrinelli, 2024, ISBN 978-88-071-7428-5.

#### Critica cinematografica
- Claude Sautet, Roma, Dino Audino, 1996.
- In piena luce. I nuovi spettatori e il sistema delle arti, Milano, Bompiani, 2008, ISBN 978-88-452-6077-3. [ed. inglese: In Broad Daylight: Movies and Spectators after the Cinema, London-New York, Verso, 2012 ISBN 978-18-446-7853-2]

### Curatele
- AA.VV., Racconti della Resistenza, Collana Supercoralli, Torino, Einaudi, 2005, ISBN 978-88-06-17241-1; nuova ed. ampliata, Collana ET Scrittori, Einaudi, 2024, ISBN 978-88-062-5084-3. [autori presenti nell'antologia aumentata: Bassani, Bilenchi, Calvino, Caproni, Chiara, Fenoglio, Fortini, Gobetti, Levi, Malerba, Moravia, Pavese, Pratolini, Questi, Rigoni Stern, Venturi, Viganò, Vittorini, Zanzotto]
- Beppe Fenoglio, Epigrammi, Collezione di poesia, Torino, Einaudi, 2005, ISBN 978-88-061-7670-9.
- Luigi Pirandello, Racconti fantastici, Collana ET Classici, Torino, Einaudi, 2010, ISBN 978-88-062-0151-7.
- AA.VV., Parole al potere. Discorsi politici italiani, Milano, BUR, 2011, ISBN 978-88-17-02520-1.
- Beppe Fenoglio, Il libro di Johnny, Collana Letture, Torino, Einaudi, 2015, ISBN 978-88-062-2543-8.
- Federico De Roberto, La paura e altri racconti di guerra, Collana I grandi libri. Novecento, Milano, Garzanti, 2015, ISBN 978-88-118-1100-8.
- Federico De Roberto, L'Imperio, edizione commentata, Collana I grandi libri. Novecento, Milano, Garzanti, 2019, ISBN 978-88-118-1155-8.
- AA.VV., Racconti del Risorgimento, Collezione I Libri della Spiga, Milano, Garzanti, 2021, ISBN 978-88-110-0181-2.
- Cesare Pavese, Prima che il gallo canti. Il carcere. La casa in collina, Collana I grandi libri, Milano, Garzanti, 2021, ISBN 978-88-118-1637-9.
- Niccolò Machiavelli, Il principe, Nuova edizione annotata, Roma, Donzelli, 2022, ISBN 978-88-552-2304-1.
- AA.VV., Racconti della Resistenza europea, Collana Supercoralli, Torino, Einaudi, 2025, ISBN 978-88-062-6903-6.